# Nadine Krause
Nadine Krause, född 25 mars 1982 i Waiblingen, är en tysk före detta handbollsspelare. Hon debuterade i landslager 1999, 17 år gammal. Hon gjorde flest mål i VM 2005 och blev året efter utsedd till Årets bästa handbollsspelare i världen.

## Klubblagskarriär
Nadine Krause började spela minihandboll i Waiblingen. Hon var vänsterhänt som barn, men tränade om sig till att bli högerhänt, eftersom hennes lagkamrater alla kastade med sin höger. Senare spelade hon för VfL Waiblingen, där hon tränades av bland andra sin far Jürgen Krause.  Därefter flyttade hon till HSG Blomberg-Lippe. Från 2001 till 2007 spelade Nadine Krause för Bayer Leverkusen i bundesliga. Från hösten 2007 spelade hon för den danska klubben FCK Håndbold. Sommaren 2010 återvände hon till sin gamla klubb  HSG Blomberg-Lippe. Säsongen 2011/2012 spelade hon återigen för Bayer Leverkusen. Efter säsongen avslutade hon sin karriär.

## Landslagskarriär
Nadine Krause spelade för de tyska ungdomslanslagen och vann två bronsmedaljer vid U-19 VM 2001 och U-EM 2003. Hon debuterade för Tysklands damlandslag i handboll den 23 november 1999 mot Rumänien. Vid världsmästerskapet 2005 i Ryssland blev hon skyttedrottning i VM och nådde en sjätteplats med det tyska handbollslandslaget. Vid europamästerskapen i handboll för damer 2006 blev hon återigen bästa målskytt med 58 mål och laget blev 4:a. Vid VM 2007 vann hon sin främsta internationella merit med landslaget, en bronsmedalj. Hon spelade också vid OS 2008. På grund av skada kunde hon inte spela vid VM 2009 i Kina. Efter VM 2011 slutade hon i landslaget. Hon spelade 188 landskamper och antecknades för 741 mål.

## Meriter i klubblag
- Vinnare tyska cupen  2002 med Bayer Leverkusen
- Vinnare av Challenge Cup 2005 med Bayer Leverkusen
- Vinnare Cupvinnarcupen 2009 med FCK Håndbold
- Vinnare danska cupen  2010 med FCK Håndbold

## Individuella utmärkelser
- Årets handbollsspelare i Tyskland 2005 och 2006
- Årets bästa handbollsspelare i världen 2006
- Skyttekung i VM 2005
- Skyttekung i EM 2006
- Skyttekung i bundesliga 2005 och 2006
- Skyttekung i danska ligan säsongen 2007/2008[10]